# إبراهيم سيهيتش
إبراهيم سيهيتش (مواليد 2 سبتمبر 1988) هو لاعب كرة قدم بوسني يلعب كحارس مرمى في نادي الخليج السعودي .

## روابط خارجية
- إبراهيم سيهيتش على موقع الاتحاد الدولي (مؤرشف)  (الإنجليزية)
- إبراهيم سيهيتش على موقع الاتحاد الأوربي (الإنجليزية)
- إبراهيم سيهيتش على موقع اتحاد تركيا (لاعب) (الإنجليزية)
- إبراهيم سيهيتش على موقع قاعدة بيانات كرة القدم.إي يو (الإنجليزية)
- إبراهيم سيهيتش على موقع ناشيونال فوتبول تيمز (الإنجليزية)
- إبراهيم سيهيتش على موقع Soccerway.com (الإنجليزية)
- إبراهيم سيهيتش على موقع عالم كرة القدم.نت (الإنجليزية)
- إبراهيم سيهيتش على موقع AS.com (الإسبانية)